# Godavari Bridge
De Godavari Bridge of Kovvur-Rajahmundry Bridge is een vakwerkbrug over de Godavari bij Rajahmundry in India. Boven op de brug ligt een tweebaansweg, daaronder ligt enkelspoor. De Godavari Bridge is de tweede brug en werd gebouwd in 1974, vlak bij de al in 1897 gebouwde Havelock Bridge. Deze zou uiteindelijk 100 jaar later, in 1997, worden ontmanteld en worden vervangen door de derde brug Godavari Arch Bridge. Met 2,7 km is de Godavari Bridge de op een na langste weg- en spoorbrug van Azië. Alleen de Sky Gate Bridge in Japan is langer.

## Geografie
De Godavari is op de plek van de brug ongeveer 2.7 kilometer breed en ongeveer 60 kilometer van de zee verwijderd. Iets stroomafwaarts bevindt zich een eilandje in het water dat de stroom in tweeën splitst. Het is de grootste rivier van Zuid-India. De rivier loopt van noord naar zuid. Ten westen van de brug ligt Kovvur, ten oosten ligt Rajahmundry.

## Geschiedenis
In het derde vijfjarenplan werd gepland om de spoorweg tussen Chennai en Howrah te verdubbelen. Het grootste gedeelte van die spoorlijn was al dubbelspoor, maar voor het gedeelte over de Godavari zou een nieuwe brug geplaatst moeten worden om het spoor te kunnen verdubbelen. In 1964 werd gevorderd dat er een brug gebouwd moest worden. De lokale bevolking wilde echter ook dat er een autoverbinding kwam over de rivier. Uiteindelijk besloot het parlement van Andhra Pradesh om een autoweg over de spoorbrug te leiden.